# Le Gros Lot (film, 1940)
Pour les articles homonymes, voir Le Gros Lot.
Pour plus de détails, voir Fiche technique et Distribution.
Le Gros Lot (Christmas in July) est un film écrit et réalisé par Preston Sturges en 1940. C'est l'adaptation de sa pièce écrite en 1931, A Cup of Coffee.

## Synopsis
Un jeune homme, Jimmy MacDonald, a participé à un concours de slogans organisé par une marque de café et espère gagner un des prix, le premier étant de 25 000 $. Ses collègues décident de lui faire une farce en lui faisant croire qu'il a gagné le concours. Jimmy décide d'acheter plein de cadeaux pour sa famille dont le premier sera une bague pour sa fiancée Betty Casey. Lorsqu'il se rend compte de la supercherie, Jimmy est désespéré et Betty aussi. Le jury du concours qui a tardé à délibérer à cause d'un juré, Mr. Bildocker, annonce alors le grand gagnant qui n'est autre que Jimmy.

## Fiche technique
- Tire original : Christmas in July
- Titre français : Le Gros Lot
- Réalisation : Preston Sturges
- Scénario : Preston Sturges
- Photographie : Victor Milner
- Montage : Ellsworth Hoagland
- Musique : Werner R. Heymann, John Leipold, Leo Shuken
- Producteur : Paul Jones; Paramount Pictures
- Société de production : Paramount Pictures
- Pays d'origine :  États-Unis
- Langue originale : anglais américain
- Genre : Comédie
- Durée : 67 minutes
- Date de sortie : 1940

## Distribution
- Dick Powell : Jimmy MacDonald
- Ellen Drew : Betty Casey
- Raymond Walburn : Dr Maxford
- Alexander Carr : M. Shindel
- William Demarest : M. Bildocker
- Ernest Truex : M. J. B. Baxter
- Franklin Pangborn : Don Hartman
- Harry Hayden : M. E. L. Waterbury
- Rod Cameron : Dick
- Adrian Morris : Tom Darcy
- Harry Rosenthal : Harry
- Georgia Caine : Mme Ellen MacDonald
- Ferike Boros : Mme Schwartz
- Torben Meyer : M. Schmidt
- Julius Tannen : M. Zimmerman

Acteurs non crédités
- Jimmy Conlin : Arbuster
- Larry Steers : M. Babcock
- Fred Toones : l'homme de ménage